# Колонизация Косова

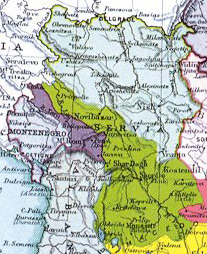
Деление Косовского вилайета между Королевством Сербией (зеленый) и Королевством Черногорией (фиолетовый) после Балканской войны 1913.

Колонизация Косова осуществлялась королевством Югославия в межвоенный период (1918—1941 гг.) с целью изменения этнического баланса населения в регионе, где на протяжении двух предыдущих веков росла доля албанцев. Во время колонизации от 60 000 до 65 000 колонистов, из которых более 90 % были сербами, поселились на территории бывшего Косовского Вилайета, вошедшего в состав Сербии в 1913 году по результатам Балканских войн.

## Предыстория
После Великого переселения сербов Южная Сербия (Рашка, Косово и Метохия) потеряли до того доминирующий сербский компонент. На место покинувших эти регионы сербов массово переселялись албанцы и турки. С этого времени Рашка также получила турецкое название Санджак. Меньше изменилась этническая карта Центральной Сербии, однако и оттуда уходило на север сербское население. Великое переселение привело к резкому увеличению числа сербов на территориях Славонии, Бачки, Бараньи и Южной Венгрии.
Переселяя албанцев в районы Южной Сербии, Османская империя всячески старалась разжечь антагонизм между ними. Албанцы-мусульмане находились в гораздо более привилегированном положении, нежели православные сербы, имевшие при турках минимум прав. Делая ставку на албанцев, Стамбул стремился остановить развитие политической активности сербов и не допустить среди них роста освободительной борьбы.

## Процесс колонизации
Во время Балканских войн (1912—1913 гг.) были отмечены случаи переселения в Косово сербских колонистов. Государственная колонизация была начата в 1920 году, когда ассамблея Королевства Югославии приняла Указ о Колонизации Южных Провинций Югославии, а вторая началась в 1931 году, когда был издан Указ о Колонизации Южных Регионов. Бывшим солдатам и четникам были предложены места для обоснования в Косове, хотя этот этап колонизации является неудачным, так как только 60-70 тысяч человек проявили желание стать поселенцами, многим из них не удалось это сделать.
С 1918 по 1921 годы изгнание албанского населения сократило его численность от около одного миллиона до 439 500 человек. В 1930-е годы Югославия подписала договоры с Турцией (которые не были реализованы), предусматривающие, что Турция, где ислам является основной религией, будет принимать ссыльных; албанцы имели мусульманскую общину, хотя и очень светскую. Один договор, подписанный в 1935 году обязал совершить переход около 200 000 албанцев, в то время как второй договор, подписанный в 1938 году осуществил передачу 40 000 албанских семей.

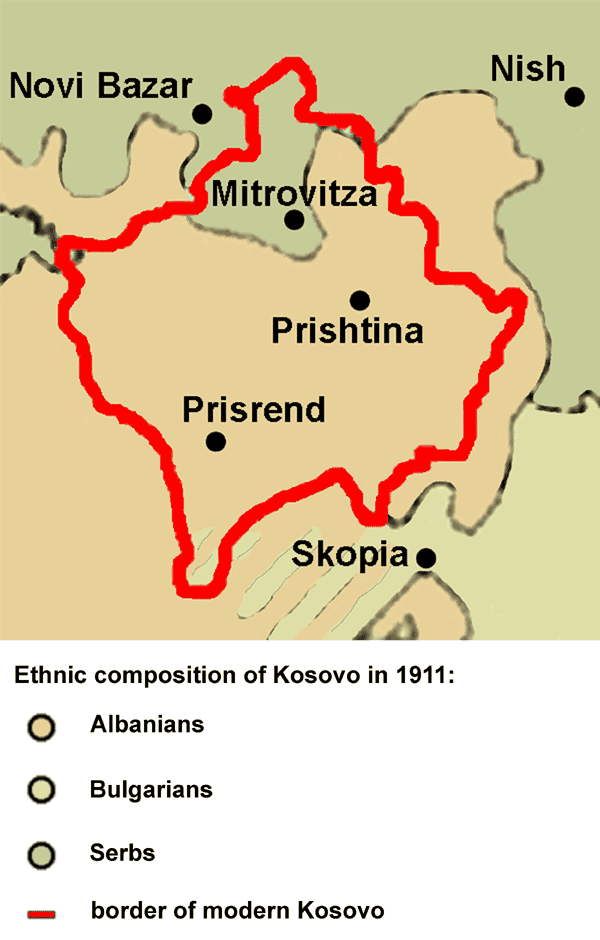
Этнический состав Косово в 1911 году, с наложенной границей современного Косова.

В таблице показано общее количество зарегистрированных переселенцев в каждом округе Косова:
| Колонизация Косова |                  |        |        |        |        |        |        |
| Региональный центр | Число колонистов |        |        |        |        |        |        |
| Урошевац           | 15,381           |        |        |        |        |        |        |
| Джяковица          | 15,824           |        |        |        |        |        |        |
| Призрен            | 3,084            |        |        |        |        |        |        |
| Печ                | 13,376           |        |        |        |        |        |        |
| Косовска-Митровица | 429              |        |        |        |        |        |        |
| Вучитрн            | 10,169           |        |        |        |        |        |        |
| Всего              | 58,263           | 58,263 | 58,263 | 58,263 | 58,263 | 58,263 | 58,263 |

В 1937 году сербский националист, Васо Чубрилович, который был одним из заговорщиков, планировавших убийство австрийского эрцгерцога Франца Фердинанда, предложил изгнание всех албанцев.

## Последствия
Во время Второй мировой войны Косово было присоединено к Албании под фашистским управлением. Последовали массовые убийства и бегство десятков тысяч сербов. Карло Умилта, помощник руководителя итальянских вооружённых сил в Косово, рассказал, что албанцы хотят уничтожить всех славян и выступал на нескольких мероприятиях, где итальянские войска стреляли по своим албанским союзникам, чтобы остановить массовые убийства сербов.

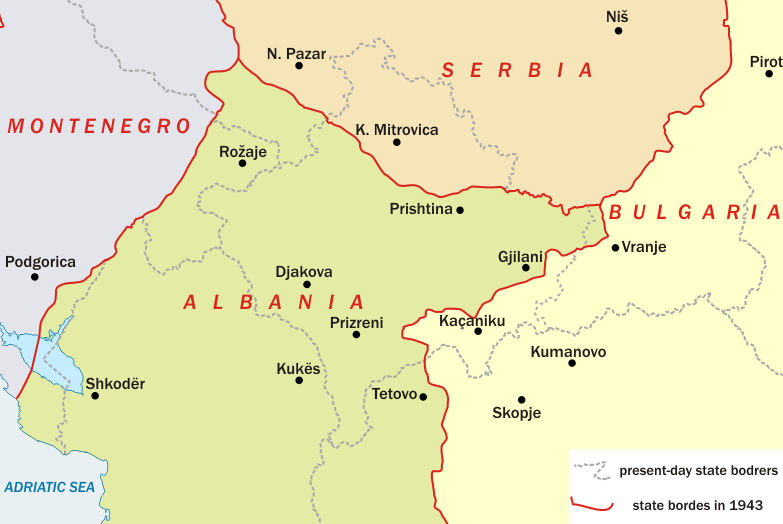
Косово в 1941 году

После Второй мировой войны Иосип Броз Тито отменил программу колонизации для того, чтобы избежать этнических и религиозных конфликтов. Изначально, сербам, покинувшим Косово, не разрешали вернуться. После протестов этнических сербов этот запрет был отменен и некоторые вернулись в Косово. В конечном итоге, этнический баланс населения увеличился с 75 % до 90 % албанцев.

## Ресурсы
- Buckley, Mary E. A.; Cummings, Sally N. Kosovo: perceptions of war and its aftermath (англ.). — Continuum International Publishing Group, 2001. — ISBN 978-0-8264-5670-0.
- Bucur, Maria; Wingfield, Nancy Meriwether. Staging the past: the politics of commemoration in Habsburg Central Europe, 1848 to the present (англ.). — Purdue University Press[англ.], 2001. — ISBN 978-1-55753-161-2.
- Clark, Howard. Civil resistance in Kosovo (неопр.). — Pluto Press[англ.], 2000. — ISBN 978-0-7453-1569-0.
- Dragović-Soso, Jasna. Saviours of the nation: Serbia's intellectual opposition and the revival of nationalism (англ.). — McGill-Queen's Press - MQUP[англ.], 2002. — ISBN 978-0-7735-2523-8.
- Elsie, Robert. Gathering clouds: the roots of ethnic cleansing in Kosovo and Macedonia (англ.). — Peja: Dukagjini Balkan Books, 2002. The Čubrilović memorandum, «The expulsion of the Albanians» is republished by Elsie online here Архивная копия от 17 июня 2010 на Wayback Machine.
- Hadri, Ali. 1967. Kosovo i Metohija u Kraljevini Jugoslaviji.
- Jovanović, Vladan. 2006. Tokovi i ishod međuratne kolonizacije Makedonije, Kosova i Metohije > pun tekst (i.e., click on the PDF link icon). Tokovi istorije, 3: 25-44. Beograd: Institut za noviju istoriju Srbije. (In Serbian, followed by summary in English)
- Lampe, John R. Yugoslavia as history: twice there was a country (англ.). — Cambridge University Press, 2000. — ISBN 978-0-521-77401-7.
- Leurdijk, Dick A.; Zandee, Dick. Kosovo: from crisis to crisis (неопр.). — Ashgate, 2001. — С. 13. — ISBN 978-0-7546-1554-5.
- Maloku, Enver (1997), Dëbimet e shqiptarëve dhe kolonizimi i Kosovës (1877-1995) (неопр.), Qendra për Informim e Kosovës{{citation}}:  Википедия:Обслуживание CS1 (неизвестный язык) (ссылка)
- Murray, Williamson. 1999. The emerging strategic environment: challenges of the twenty-first century. Prager.
- Neubacher, Hermann. Sonderauftrag Südost, 1940-1945. Bericht eines fliegenden Diplomaten (нем.). — Göttingen: Musterschmidt-Verlag, 1957. (2. durchgesehene Auflage).
- Osmani, Jusuf (2000), Kolonizimi serb i Kosovës (неопр.), Era{{citation}}:  Википедия:Обслуживание CS1 (неизвестный язык) (ссылка)
- Pavlović, Aleksandar. 2008. Prostorni raspored Srba i Crnogoraca kolonizovanih na Kosovo i Metohiju u periodu između 1918. i 1941. godine. Baština, 24: 231—245. Leposavić: Institut za srpsku kulturu — Priština. (In Serbian, followed by summary in English) (Click the PDF link icon, or cut and paste the URL to avoid redirection away from the PDF.)
- Pribićević, Svetozar. 1953. Diktatuara Kralja Aleksandra. Beograd: Prosveta. (Republished 1990 by Globus, Zagreb.)
- Ramet, Sabrina P. Social currents in Eastern Europe: the sources and consequences of the great transformation (англ.). — Duke University Press, 1995. — ISBN 978-0-8223-1548-3.
- Sells, Michael Anthony. The bridge betrayed: religion and genocide in Bosnia (англ.). — University of California Press, 1998. — ISBN 978-0-520-21662-4.
- Shepherd, William R. Historical atlas (неопр.). — New York: Henry Holt and Company[англ.], 1911.
- Umiltà, Carlo. 1947. Jugoslavia e Albania. Memorie di un diplomatico. Milano: Garzanti.
- История Югославии. — Москва: Издательство Академии Наук СССР, 1963. — Т. 1. — 736 с.
- Душан Ј. Поповић. Срби у Војводини. — Нови Сад: Штампарско предузеће «Будућност», 1957. — Т. 1. — 371 с.